# Songs of Faith and Devotion
Songs of Faith and Devotion er et studiealbum fra gruppen Depeche Mode. Pladen blev opfulgt af "devotional-turen". Forsangeren Dave Gahan havde under indspilningerne til dette album og under turnéen store problemer med sit heroin-misbrug.
Albummet kastede 4 singler af sig: I Feel You, Walking In My Shoes, In Your Room og Condemnation.